# Tadeusz Banachiewicz

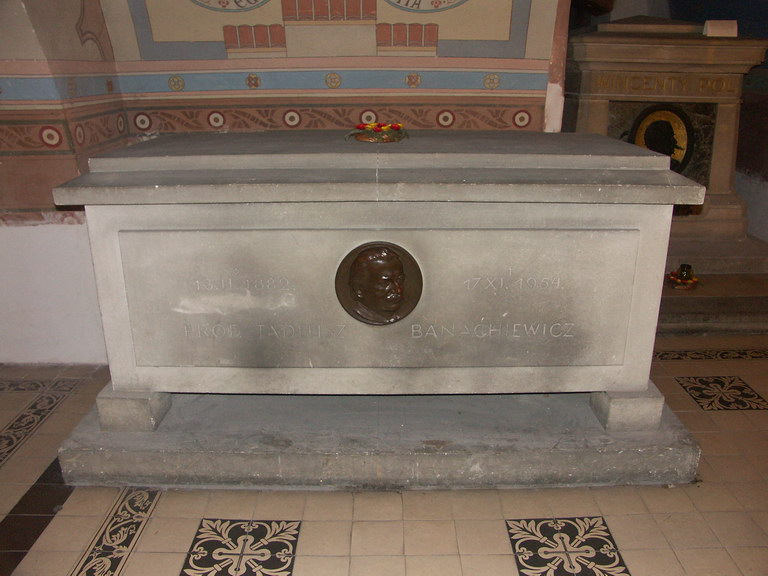
Banachievicz kriptája

Tadeusz Banachiewicz (Varsó, 1882. február 13. – Krakkó, 1954. november 17.) lengyel csillagász, matematikus, geodéta.

## Pályafutása
1900-ban kezdte meg tanulmányait a varsói egyetem matematika–fizika karán, és szaktárgya a csillagászat volt. 1903-ban jelent meg első tanulmánya az Astronomische Nachrichten (Astronomical Notes) szakfolyóiratban, amelyben egy, a Jupiter által fedett csillagra vonatkozó megfigyeléseit írta le matematikai jelekkel. 1904-ben diplomamunkáját a Szentpétervár közelében elhelyezkedő pulkovói obszervatóriumban heliométerrel végzett mérésekről írta. Henri Poincaré 1906-ban meghívta Párizsba a Francia Természettudományi Akadémiára, amely a következő két tanulmányát jelentette meg: Sur un cas particulier du problème des n corps, és Über die Anwendbarkeit der Gyldén-Brendelschen Störungstheorie auf die Jupiternahen Planetoiden.
Az orosz forradalom miatt a varsói egyetemet bezárták. Banachiewicz Párizsból Göttingenbe utazott, és   
asztrofizikai tanulmányokba kezdett Karl Schwarzschildnél. 1908-ban visszatért Lengyelországba, és csillagász-asszisztensként dolgozott a varsói egyetemen, ahol két tárgyból szakvizsgát tett. Moszkvában szintén vizsgázott, majd Kazany mellé küldték az Engelhardt obszervatóriumba, ahol 1910 és 1915 között heliometrikus megfigyelések sorozatát végezte el. Tudományos expedícióban is részt vett a Volga-medencében, ahol pontos méréseket végeztek a Föld gravitációjára vonatkozóan. 1915-ben habilitációs pályázatot nyújtott be a Kazanyi Egyetemen, de végül Tartuban védte meg értekezését a fénytörésről, és az egyetem docense lett. 1918-ban professzori címet szerzett, és a híres tartui obszervatórium igazgatójává nevezték ki.
1918 októberében visszatért hazájába, és a következő év májusáig a Varsói Műszaki Főiskolán tanította a geodéziát. 1919-ben a krakkói Jagelló Egyetemen a csillagászat professzora lett. 1923-ban jelentette meg a krakkói számítást, amelyben blokkos invertálást alkalmazott a keringési pályák kiszámítására. Krakkói számítással egyszerűsítette Heinrich Wilhelm Matthias Olbersnek azt a módszerét, amellyel a német csillagász meghatározta a parabolikus keringési pályákat. Clyde Tombaugh 1930-ban fedezte fel a Plutót. Banachiewicz elsőként számította ki a kisbolygó (ma törpebolygó) keringési pályáját (Chronique de l'Observatoire Astronomique de Cracovie concernant Pluton 1930 mars-août (1930) és Sur la détermination de l'orbite de Pluton (1930)). Charles Hugh Smiley amerikai csillagász ellátogatott Krakkóba, hogy megtanulja Banachiewicztől a Plutó pályájának számítási módszerét.
1931-ben feleségül vette Laura (Larysa) Sollohub ukrán költőnőt. Az ő tiszteletére nevezték el az 1287 Lorcia kisbolygót. 1932 és 1938 között a Nemzetközi Csillagászati Unió elnökhelyettese volt.
Banachiewicz több expedíciót vezetett napmegfigyelés céljából Japánba, Görögországba és Szibériába. 1939. november 6-án a németek Oranienburgba, a sachsenhauseni koncentrációs táborba vitték a Jagelló Egyetem több tanárával együtt. Három hónap múlva visszatérhetett Krakkóba, és engedélyezték, hogy folytassa csillagászati munkáját az obszervatóriumban. A második világháború után folytatta oktatói munkáját a Jagelló Egyetemen, és Krakkóban geodéziát és csillagászatot tanított a Bányászati és Fémkohászati Főiskolán. 1946-ban a Királyi Csillagászati Társaság tagjává választották. Az 1286 Banachiewicza kisbolygót róla nevezték el. 1964-ben holdkrátert (Banachiewicz kráter) neveztek el tiszteletére